# Außerbörslicher Handel
Der außerbörsliche Handel (auch Direkthandel, Telefonhandel oder OTC-Handel) bezeichnet im Finanzwesen den Handel zwischen Marktteilnehmern, der nicht über die Börse oder sonstige Handelsplätze abgewickelt wird.

## Allgemeines
Der Begriff Telefonhandel ist auch heute noch in Gebrauch, auch wenn der Handel überwiegend durch elektronische Handelssysteme abgewickelt wird. Die Abkürzung „OTC“ steht für ‚über den Tresen‘ (englisch over the counter). Der OTC-Handel findet statt zwischen Kreditinstituten und Akteuren des Nichtbankensektors und im Interbankenhandel zwischen Kreditinstituten.
Außerdem bezeichnet Over-The-Counter, kurz OTC (auf Deutsch: über den Ladentisch / über die Ladentheke)
den Handel von freiverkäuflichen Arzneimitteln in Apotheken.

## Formen
Man kann drei Formen des Direkthandels unterscheiden:
- Außerbörslicher Handel mit börsennotierten Wertpapieren. Hierzu gehört der Handel in der Vor- und Nachbörse. Diese Geschäfte werden auch dann als OTC-Geschäft abgewickelt, wenn die beteiligten Marktteilnehmer das Geschäft nicht publik machen wollen. Dies geschieht in stark steigendem Maße und in hohem Handelsvolumen in Dark Pools.
- Außerbörslicher Handel mit Finanzderivaten ohne standardisierte Spezifikationen (z. B. exotische Optionen, OTC-Optionen).
- Außerbörslicher Handel mit Wertpapieren, die zum Börsenhandel nicht zugelassen sind (z. B. Swaps).

Börsen bieten nur standardisierte Produkte an, die aber häufig nicht dem Absicherungswunsch der handelnden Partner entsprechen. Möchte ein Unternehmen beispielsweise die Zinsänderungsrisiken einer Investition absichern, wird es nur in Ausnahmefällen an den Börsen ein dafür laufzeitmäßig passendes Instrument finden. Für einige der am Finanzmarkt gehandelten Produkte ist der OTC-Handel deswegen wichtiger als der Börsenhandel, z. B. Zertifikate.
Durch Onlinebroker haben auch private Anleger die Möglichkeit, direkt Geschäfte mit einem Emittenten oder Makler durchzuführen. Der Anleger stellt hierbei via Internet eine Anfrage über den Preis zum angegebenen Finanzprodukt an seinen Onlinebroker. Der Emittent teilt anschließend den verbindlichen Kauf- und Verkaufspreis für die angegebene Menge mit. Der Anleger muss sich daraufhin innerhalb von einigen Sekunden entscheiden, ob er dieses Geschäft zu diesen Bedingungen abschließen will oder nicht.

## Vor- und Nachteile
Vorteile
- Einsparen der Börsengebühren, die bei einem Handel über die Börse fällig würden
- Individuelle Modifikation des gehandelten Produktes
- Schnelligkeit durch den direkten Handel zwischen beiden Handelspartnern
- Geld-Brief-Spanne bietet attraktive Margen für insb. Investmentbanken insb. bei komplexen Produkten
- Hohe Flexibilität ermöglicht schnelle Produktinnovationen
- geringerer Liquiditätsbedarf, da im Allgemeinen kein Margining

Nachteile
- Geringere Kontrolle und Aufsicht
- Eventuell fehlende Referenzmärkte
- Nur teilweise Angabemöglichkeiten von Limit-Orders (nur relevant für Privatanleger)
- Keine Einsichtmöglichkeiten in ein Orderbuch, daher existiert nur eine geringere Markttransparenz
- Zum Teil geringere Liquidität als beim Börsenhandel
- Es entsteht Kontrahentenrisiko, das aber durch Aufrechnungsvereinbarungen und Sicherheiten sowie durch das Clearing über zentrale Kontrahenten begrenzt werden kann (insb. bei OTC-Derivaten relevant).

## Umsatzvolumen
Der börsengebundene Derivathandel soll sich in den Jahren 1990 bis 2002 ungefähr verfünffacht haben bei zum Teil leichtem Rückgang in der Finanzkrise 2007–2009. Das Volumen der ausstehenden OTC-Derivate im Bereich der Zins- und Währungskontrakte ist in der Zeit 1990–2009 etwa um den Faktor 120 gestiegen. Zudem haben 1995–2010 auch Kreditderivate erheblich an Bedeutung gewonnen. Um 2010 betrug das Volumen des OTC-Derivate-Markts 450 Billionen Dollar.

## Organisierte „außerbörsliche“ Handelsplattformen
Es existieren organisierte Wertpapiermärkte außerhalb der klassischen Börsen, die auch zum OTC-Handel gezählt werden und sich selbst als „außerbörslich“ bezeichnen. Nach Definition des Begriffs Börse handelt es sich auch bei diesen organisierten Märkten um Börsen, die Bezeichnung „außerbörslich“ ist hier also widersprüchlich. Die größte OTC-Plattform der Schweiz wird von der Berner Kantonalbank betrieben. Weitere Plattformen werden durch die Privatbank Lienhardt & Partner sowie das Wertpapierhandelshaus Bondpartners zur Verfügung gestellt. Andere Plattformen sind das von der Citibank betriebene CATS sowie LOM ("Limit Order Management") von dem quotrix-System, das zur Börse Düsseldorf gehört. Die Plattform der Zürcher Kantonalbank wurde Ende 2021 geschlossen.

## OTC-Handel im Strommarkt
Etwa 75 % des Stromhandels werden nicht über die Strombörse EEX, sondern OTC getätigt. Während die Börse auf den Spot- und Intradaymärkten fast Monopolstellung hat, wird OTC ein großer Teil der Termingeschäfte getätigt.
Im OTC-Terminhandel beschaffen Lieferanten wie zum Beispiel Stadtwerke langfristig ihre Absatzmengen. Kraftwerksbetreiber sichern langfristig das Ergebnis ihres Kraftwerks durch Verkauf des voraussichtlich erzeugten Fahrplans am Strommarkt sowie unter Umständen auch durch Kauf des für die Erzeugung benötigten Gasfahrplans (siehe Kraftwerkseinsatzoptimierung und Spark Spread).
Möchte ein Unternehmen am OTC-Strommarkt teilnehmen, muss zwingend ein Bilanzkreisvertrag abgeschlossen werden. OTC-Kontrakte werden physisch erfüllt, das heißt, sie führen tatsächlich zu einer (virtuellen) Lieferung, d. h. zu einer Buchung aus dem Bilanzkreis des Verkäufers in den Bilanzkreis des Käufers. Dagegen werden die entsprechenden Börsenkontrakte finanziell erfüllt, das heißt, es wird nur eine Preisdifferenz ausgezahlt.
Der OTC-Handel ist weniger transparent. Im Unterschied zum Börsenhandel sind die gehandelten Preise und Volumina nur den Marktteilnehmern bekannt.

### Relevanz des OTC-Handels für die erneuerbaren Energien
Für Erneuerbaren Energien in der Direktvermarktung besteht die risikominimierende Strategie in einer Vermarktung aller Mengen am Spotmarkt. Laut EEG haben sie Anspruch auf eine zusätzliche Vergütung in Höhe der Differenz zwischen ihrem garantierten sogenannten anlegbaren Preis und dem Spotpreis (sogenannte Marktprämie). Somit müssen sie kurzfristig über den Spotmarkt vermarkten, um den anlegbaren Preis zu erzielen. Terminmarktgeschäfte sind nur sinnvoll, wenn ein Preis über dem anlegbaren Preis abgesichert werden kann. 
Vielfach werden Verträge mit Dienstleistern abgeschlossen, die die Direktvermarktung über die Börse für diese Erzeuger übernehmen (siehe Dienstleistung EEG-Direktvermarktung). Dies resultiert in OTC-Spotverträgen mit diesen Dienstleistern und erspart den EEG-Erzeugern die hohen Kosten des Börsenhandels.
Nach Ende des Förderungszeitraumes, in der Regel sind dies 20 Jahre, sind langfristige Absicherungen für Erneuerbaren Energien attraktiver. Allerdings setzt dem die sehr begrenzte langfristige Prognostizierbarkeit der Einspeisung Grenzen.

## Vorgaben der G20 und europäische Gesetzgebung seit 2007
Der Derivatehandel wird in Europa durch die Europäische Union reguliert. Anlässlich der Finanzkrise, in der die Regulierungsbehörden nur unzureichend auf Verwerfungen im außerbörslichen Handel reagierten, haben die EU-Institutionen neue Gesetzesvorschläge gemacht. Erste Stellungnahmen der Europäischen Kommission bezogen sich dabei explizit auf die Beschlüsse der G20-Gipfel in Pittsburgh (2009) und Toronto (2010). In Pittsburgh wurde gefordert: „Alle standardisierten OTC-Derivate sollten an Börsen bzw. elektronischen Handelsplattformen gehandelt und spätestens Ende 2012 über eine zentrale Gegenpartei abgewickelt werden. OTC-Derivatekontrakte sollten an Transaktionsregister gemeldet werden. Für nicht zentral abgewickelte Kontrakte sollten höhere Kapitalanforderungen gelten.“ Die Europäische Kommission hat im September 2010 eine Verordnung zum Derivatehandel vorgeschlagen.
Derzeit wird diese zwischen dem Rat der Europäischen Union und dem Europäischen Parlament verhandelt. EP-Berichterstatter ist Werner Langen.
Während die Mehrheit des Europaparlaments den Vorschlag der Kommission begrüßt, geht der Grünen-Fraktion die Regulierung nicht weit genug. So sollen der Europäischen Wertpapieraufsichtsbehörde (ESMA) mehr Kompetenzen eingeräumt werden und der Derivatehandel grundsätzlich eingeschränkt werden.